# Acadèmia d'Enginyers d'Hoyo de Manzanares
La Acadèmia de l'Arma d'Enginyers és una institució de formació militar de l'exèrcit d'Espanya situada a Hoyo de Manzanares (Madrid). Va ser fundada en 1803 a Alcalá de Henares, i la seva seu ha estat situada en diferents ciutats, com Segòvia, Madrid, Guadalajara o Burgos, fins que va ser traslladada en 1986 a la seva actual ubicació.
La seva seu actual es troba en la carretera M-618, que enllaça Hoyo de Manzanares amb Colmenar Viejo, a la zona nord de la Comunitat de Madrid. L'aquarterament, situat dins d'un perímetre barrat d'uns 4.650 m al Parc Natural de la Conca Alta del Manzanares, té una superfície aproximada de 84 Ha i limita al nord i a l'est amb el camp de tir i maniobres de El Palancar, i al sud i a l'oest amb diversos terrenys de propietat pública i privada. El seu lema Nunc Minerva, postea Palas significa: "Primer la saviesa, després la guerra".

## Missió
La comesa fonamental de l'Acadèmia és la formació dels futurs Oficials i Suboficials de les especialitats fonamentals d'enginyers i transmissions de l'Exèrcit de Terra, i des de l'any 2000, també la formació dels soldats de les citades especialitats.
En el mateix aquarterament estan situats altres centres d'ensenyament, com l'Escola Militar de Defensa NBQ per a l'adequada formació de defensa en cas d'atac «Nuclear, Biològic o Químic» (NBQ) en l'àmbit de les Forces Armades, i de protecció del medi ambient, o el Centre Internacional de Desminatge (CID), la missió del qual és col·laborar a la posada en pràctica de la política espanyola sobre desminatge que estableixi el Govern, instituint-se com a organisme de referència, en l'àmbit nacional, en matèria de desminatge humanitari.

## Història
Si bé els enginyers militars existien a Espanya des de principis del segle xv, el Cos d'Enginyers, com a institució, va ser fundat en 1711 per Reial decret de Felip V, aprovant la proposta de l'Enginyer General Jorge Próspero de Verboom, un dels enginyers militars de més prestigi del segle xviii.

### Antecedents
Els primers antecedents de l'Acadèmia se situen en la Reial Acadèmia Militar de Matemàtiques i Fortificació de Madrid, fundada pel rei Felip II d'Espanya, que va funcionar intermitentment de 1583 a 1697, dirigida entre d'altres, pels insignes Juan de Herrera i Tiburzio Spannocchi. Gairebé simultàniament, de 1675 a 1706, va funcionar la Reial Acadèmia Militar de Brussel·les, dirigida per Sebastián Fernández de Medrano, fins que la ciutat va caure en poder de les tropes de la Gran Aliança. Posteriorment, impulsada pel mateix Verboom, es va establir la Reial Acadèmia de Matemàtiques de Barcelona, edificada entre 1714 i 1720 sobre l'antic convent de Sant Agustí Vell, abandonat per la comunitat Agustina.
Per a atendre les necessitats a Amèrica i per iniciativa de l'enginyer Juan de Herrera, s'estableix el 1731 l'Acadèmia de Matemàtiques de Cartagena de Indias.
Aquestes acadèmies, sempre amb directors i professoras del Cos d'Enginyers, formaven a l'origen oficials i cadets de totes les Armes en el coneixement de les matemàtiques, fortificació i altres ciències. Sempre va ser una preocupació l'educació tècnica i militar dels oficials.
Les funcions dels enginyers militars, també anomenats enginyers del Rei, eren bàsicament la construcció de fortificacions i l'adreça del seu atac o defensa; a més i, durant els segles XVI al xviii, atenien la construcció de les obres públiques de foment i d'eixamplament i fundació de ciutats, això darrer, sobretot, en les colònies espanyoles a Amèrica.
Així mateix la inauguració el dia 16 de maig de 1764 del Real Col·legi d'Artilleria de Segòvia, una institució privilegiada i elitista fundada pel rei Carles III, de rígides normes docents, exigent pla d'estudis i dura vida escolar, va crear un tipus nou d'oficial, culte i il·lustrat, en què els oficials d'Artilleria intervenien com a autèntics enginyers de carrera en el procés de projecte i disseny, càlcul previ i fabricació de canons, carretes, municions i pólvores, armes blanques i de foc i també en fortificacions, ponts i mines, activitats aquestes després assumides pel Cos d'Enginyers, aglutinant en la pràctica els sabers científics abans dispersos i contribuint a impulsar la necessària renovació tecnològica en els establiments fabrils.

### Seglexix
En 1803, a proposta del Capità General José de Urrutia, es publica una Reial Ordenança signada per Manuel Godoy que introdueix una sèrie de reformes importants:
- reorganització del Cos d'Enginyers, que canvia la seva denominació a Cos d'Enginyers de Camins, Canals i Ports,
- les obres civils en la metròpolis passen a ser controlades per aquest Cos,
- es crea la primera unitat del Cos, el Regiment Reial de Sapadors-Minadors, antecedent de totes les unitats de l'Arma d'Enginyers,
- i es funda una Acadèmia específica dedicada a la formació dels futurs Enginyers de l'Exèrcit.

Fins a aquesta data, els enginyers militars es formaven en les esmentades Acadèmies de Matemàtiques i Fortificació, que també impartien ensenyaments a oficials de les altres Armes, especialment en el prestigiós Reial Col·legi d'Artilleria de Segòvia.
L'Acadèmia d'Enginyers va obrir les portes per primera vegada, l'1 de setembre de 1803 a Alcalá de Henares, ciutat que també era seu del recentment creat Regiment Reial de Sapadors-Minadors. El Regiment va estar molt vinculat a l'Acadèmia des dels seus orígens, ja que els alumnes d'aquesta rebien bona part de les seves classes en les instal·lacions d'aquell.
Al maig de 1808, en iniciar-se la Guerra del Francès, el personal de l'Acadèmia i el del Regiment Reial van decidir defensar la legitimitat del tron enfront de l'invasor francès, per la qual cosa van sortir d'Alcalá amb la bandera desplegada i a tambor batent, convertint-se així en la primera unitat organitzada que no reconeixia l'autoritat de Josep I Bonaparte. L'Acadèmia va continuar les seves activitats docents com a centre provisional a Cadis i, una vegada acabada la guerra, va tornar a Alcalá fins que en 1823 va ser tancada definitivament per Ferran VII d'Espanya, per haver-se significat els professors en la defensa de la Constitució espanyola de 1812 durant el Trienni Constitucional.
La falta d'un centre de preparació per als Enginyers no podia mantenir-se durant molt temps. Així, en 1825 es va obrir a Segòvia un Col·legi General Militar para totes les Armes i Cossos, inclòs Enginyers, però aquests es van apartar aviat d'aquesta formació generalista passant l'Acadèmia d'Enginyers, entre 1826 i 1833, per Madrid, Arévalo, Àvila i Talavera de la Reina para finalment instal·lar-se a Guadalajara gràcies a un dels seus herois: el llegendari Tinent General Luis María Balanzat de Orvay y Briones, que li va donar nou Reglament, va realçar el museu i va crear un nou pla d'estudis.

### Segle XX
L'Acadèmia va romandre Guadalajara fins a 1931, quan per la reforma de l'Exèrcit duta a terme pel Ministre Manuel Azaña s'uniria novament a l'Acadèmia d'Artilleria a Segòvia. L'any 1934, un desafortunat incendi va provocar la pèrdua de gran quantitat dels seus fons bibliogràfics, així com de diverses obres pictòriques, entre les quals cal destacar un oli de Esquivel de gran valor sentimental, que representava la imposició de les Corbates de la Reial i Militar Orde de Sant Ferran al Regiment de Sapadors-Minadors per la reina Isabel II.
Després de la Guerra Civil Espanyola, l'Acadèmia és traslladada novament, aquesta vegada a la ciutat de Burgos, on amb caràcter provisional s'instal·la en l'antic convent de la Merced, per la qual cosa va ser coneguda com l'Acadèmia de la Merced. Durant la seva permanència a Burgos, l'Acadèmia impartiria la formació dels Cadets de l'avui Escala Superior i dels Alumnes de la d'Oficials. Es produeix la creació del Cos d'Enginyers d'Armament i Construcció, que es nodreix inicialment d'oficials de l'Arma.
En 1985–1986 s'imparteix l'últim curs en l'Acadèmia de Burgos, sent estrenades les instal·lacions de Hoyo de Manzanares en el curs 1986–1987.

## Biblioteca
Amb un nombre de volums aproximat de 16.900, en la seva major part procedeix de donacions de particulars posteriors a la Guerra Civil. Es tracta d'un fons bibliogràfic entorn de matèries tals com a fortificacions, arquitectura, electricitat, electrònica, ferrocarrils, telegrafia, aviació, etc. La Biblioteca històrica de l'Acadèmia (4.000 volums entre els segles XVI al xix) està situada físicament en el Museu, encara que existeix una altra biblioteca d'ús per a alumnes i professors del centre.

## Museu
El Museu-Col·lecció Específic de l'Acadèmia d'Enginyers, amb la seva actual configuració, data de l'any 1986, en què s'inauguraven els nous edificis d'Hoyo de Manzanares. Els seus fons procedeixen del Museu de l'Exèrcit (Sala d'Enginyers), així com de la fusió de les antigues Seccions de l'Acadèmia (la d'Ensenyament Superior i Mitjana a Burgos, i la de l'Escola d'Aplicació a Madrid) que aportarien els seus propis fons museístics. Bona part de tals fons provenen, al seu torn, d'antics gabinets d'ensenyament (Gabinets de Fortificació, Ponts, Telegrafia…) que en el seu moment tenien una finalitat didàctica, com a complement dels estudis teòrics, i que en l'actualitat amb el pas del temps van ser perdent tal caràcter, per convertir-se en els actuals exposats en el Museu.
Per motius de seguretat, les sales del Museu romanen tancades ordinàriament, obrint-se al públic cada vegada que sigui necessari per atendre en tant que sigui possible a la demanda social. L'horari de visites s'adapta amb caràcter ordinari a l'horari acadèmic, i seran en condicions de gratuïtat durant tots els dies de l'any.